# Steffen Driesen
Steffen Driesen (n. 30 noiembrie 1981, Meerbusch, Republica Federală Germania, Germania) este un înotător german, medaliat olimpic. A participat la 2 ediții ale Jocurilor Olimpice (2000, 2004) în care a câștigat o medalie de argint.